# Traité de Finkenstein
Le traité de Finkenstein ou Finckenstein est une alliance conclue entre la Perse (aujourd'hui l'Iran) et la France au château de Finckenstein, en Prusse-Occidentale, le 4 mai 1807.

## Contexte
Allié à la Grande-Bretagne, le shah de Perse Fath Ali voit dans la Russie une menace, notamment pour ses positions du Caucase. Il cherche à se rapprocher avec Napoléon Ier, alors en guerre avec la Russie. Il envoie à Finkenstein, où se trouve le quartier général de Napoléon, son ambassadeur Mirza Reza. Le 4 mai, un traité d'alliance entre la France et la Perse est signé.

## Contenu et devenir
Napoléon Ier garantissait l'intégrité de la Perse, reconnaissait que certaines parties de la Géorgie et d'autres parties du Caucase oriental comme étant des possessions du shah, et désirait vouloir faire tous les efforts possibles pour lui rendre ces territoires. Napoléon promit aussi de fournir des armes au shah, des officiers et des ouvriers. De son côté, la Perse s'engageait à rompre ses relations diplomatiques avec le Royaume-Uni, expulser tous les Britanniques de Perse, premiers actes vers une guerre contre les Britanniques, et à s'entendre avec les Afghans en vue d'une invasion de l'Inde menée par une coalition franco-perso-afghane.

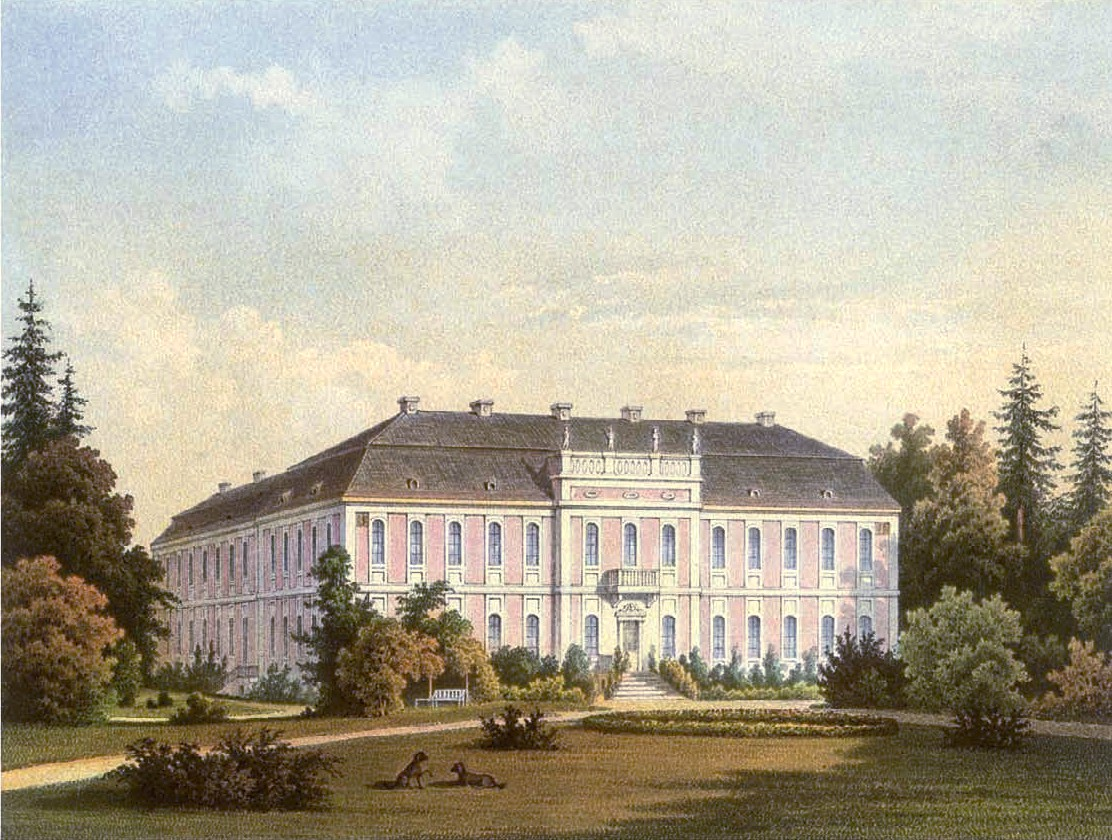
Lithographie du château de Finckenstein en 1866.

Le général Claude Mathieu de Gardane est envoyé à Téhéran comme ministre plénipotentiaire afin de ratifier le traité et de former les généraux perses. Entre-temps,  la paix et l'alliance entre la Russie et la France furent signées à Tilsit le 7 juillet 1807, et la France abandonna l'Iran dans sa lutte contre l'expansion russe. Gardanne ne parvient pas à faire entrer la Perse dans le blocus continental contre l'Angleterre. Privé du principal avantage du traité, Fath Ali n'avait d'autre choix face aux Russes que de se rapprocher des Britanniques. Lorsque la guerre entre la Perse et la Russie reprend en novembre 1808, les Français ne prennent pas position pour soutenir le shah. Celui-ci signe un accord avec le Royaume-Uni le 12 mars 1809, visant à expulser les Français du pays. Le lendemain, Gardanne quitte Téhéran.

## Voir aussi

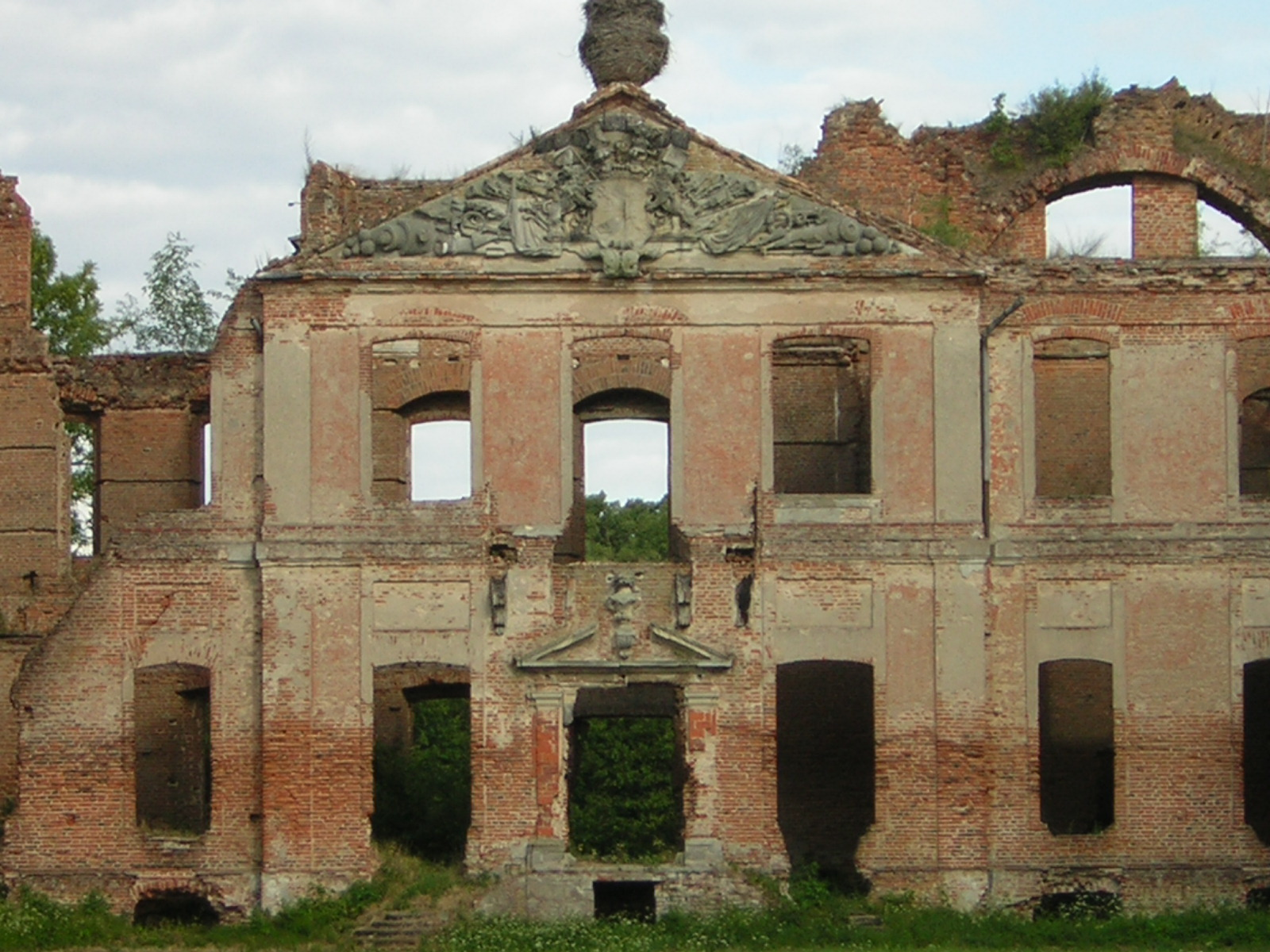
Le château de Finckenstein aujourd'hui.